# Parole d'expert
Parole d'expert est une émission de télévision française présentée par Valérie Expert, diffusée sur France 3 du 30 septembre 1996 au 25 juin 1999.

## Concept[1]
Lors de chaque émission, deux sujets, concernant la vie quotidienne et la consommation, sont traités. L'animatrice reçoit à chaque émission un invité, pour une interview portrait, le tout dans un décor aux couleurs assez vives.
L'émission, dans sa deuxième partie se déroule avec des chroniqueurs, autour d'un débat sur un sujet différent chaque jour.

## Diffusion et arrêt
L'émission était diffusée tous les jours du lundi au vendredi à 13 h 50.
L'émission s'est arrêtée, non pas pour des raisons d'audiences mais à la suite d'une affaire de publicité clandestine. Deux séries de mini-reportages diffusées entre le 30 novembre 1998 et le 11 décembre 1998 sur la chaîne de magasins Tati et le traiteur Lenôtre ont été reprochées par le CSA.
Parole d'Expert s'est arrêtée le 19 février 1999, mais revient quelques semaines plus tard sous le nom de On s'occupe de vous le 8 mars 1999, toujours avec la même équipe. Cette nouvelle version prendra fin le 25 juin 1999.

## Commentaires
- Parmi les chroniqueurs, on retrouvait pour la rubrique santé Marina Carrère d'Encausse, qui faisait ses débuts à la télévision à cette époque.
- Le générique était une adaptation de la chanson La Complainte du progrès de Boris Vian. La version du générique était interprétée par Gérard Rinaldi.
- Le budget annuel de l'émission était de 45 000 000 de francs, soit 250 000 francs par numéro.
- Après la fin définitive de l'émission, l'émission fut remplacée à la rentrée 1999 pendant quelques semaines par des séries avant d'être remplacée par C'est mon choix dès le mois de novembre.